# MADKID
MADKID（マッドキッド）は、2014年に結成した日本の男性ダンス＆ボーカルユニット。

## 概要・来歴
2014年5月18日、KENTO、KAƵUKI、RIKITO、LIN、YUKIの5人で前身ユニットとなるJ-BOYS-5を結成。2014年7月20日より現MADKIDに改名し、活動をスタートした。
メンバーのRIKITOが2015年5月に、CASEYが2016年1月に、とメンバーの脱退と加入を繰り返し、2017年2月1日にSHINが加入し現在に至る。
音楽性は、ダンスとロックの要素を取り入れ、YOU-TA、KAƵUKI、SHINの3ボーカルと、LIN、YUKIの2ラッパーが表現する。
2017年9月22日、代官山UNITで開催したライブ『MADKID 3rd ワンマンライブ「NO LIMIT2」』で日本コロムビアよりメジャーデビューを発表。
2018年1月31日に、メジャーデビューシングル「Never going back」をリリースした。
2019年、TVアニメ「盾の勇者の成り上がり」のオープニングテーマに選ばれ、そのタイアップ曲である『RISE』と『FAITH』が海外を中心にヒット。『RISE』はYouTubeでの総再生回数が3000万回を突破（2024年10月時点）。この出来事が、MADKIDの音楽性である「ダンスロック」を形作るきっかけになった。
2020年に以前の所属事務所を独立し、メンバーのYOU-TAを代表とする自身のマネジメント会社「Future Notes」を設立。また、一度所属を離れていた日本コロムビアと再契約。 
2022年 Animelo Summer Live -Sparkle- に初出演。翌23年にはANIMAX MUSIXにも出演を果たす。アニソンシーンで活躍の場を広げるとともに、海外でのライブも積極的に実施。これまでにアメリカ、カナダ、ドイツでイベントに出演している。2024年で結成10周年を迎えた。 

## メンバー
- YOU-TA（ゆーた、1993年6月15日生まれ 、2014年9月20日加入）
  - リーダー。ヴォーカル・ダンス・作詞・DJ。血液型不明。
  - 高校時代まで野球一筋で育ち、中学時代は所属チームが全国3位になる。
  - 引退後は音楽事務所に入り渋谷を中心にLIVE活動を行う。
  - 2014年8月にはUNIVERSAL MUSIC主催オーディションで審査員特別賞を受賞。
  - ソロ活動中に知り合ったプロデューサーの北浦正尚にMADKIDのプロデュースを依頼した。[4]
  - ピンポンキャッチギネス記録保持者。
  - 47都道府県を10秒で言える。

- YUKI（ゆき、1994年7月27日生まれ）
  - ラップ・ダンス・振付師・作詞。A型。
  - 中学生の時にマイケル・ジャクソンに憧れてダンス・歌・ラップを始める。
  - MADKIDの加入以前は、ソロ活動を行っていた。
  - LINとともに楽曲制作を担当することが多い。
  - K-POPボーイズグループ「ATEEZ」の日本語訳詞や、SixTONESの
  - 4th ALBUM「THE VIBES」リード曲『アンセム』の共作曲を手掛けるなど楽曲提供も行う。
  - 現在は多数の舞台に役者としても出演している。
  - 舞台『MARGINAL #4』BIG BANG STAGE　牧島シャイ役
  - ミュージカル『新テニスの王子様』Revolution Live 2022 鷲尾一茶役
  - 『ヒプノシスマイク -Division Rap Battle-』Rule the Stage -New Encounter- 入間銃兎役
  - 『マッシュル-MASHLE-』THE STAGE セル・ウォー役
  - “公開ケイコ！ 〜演出：松崎史也編〜”　出演
  - 舞台『WIND BREAKER』佐狐浩太役

- KAƵUKI（かずき、1994年7月21日生まれ）
  - ヴォーカル・ダンス。A型。
  - 16歳で芸能界入りし、舞台を中心に俳優として活動していた。
  - ライブでは一人二役のVTRコントを演じたりコミカルな一面も持つ。
  - もともと「KAƵUKI」のアーティスト名で活動していたが、占い師の進言により「KAƵUKI」に表記を変更した。
  - 西武ライオンズの大ファンで、YouTube Channel『かずきんぐたなべ【西武純正】』を運営。

- LIN（りん、1994年4月12日生まれ）
  - ラップ・ダンス・作詞。O型。
  - 9歳から子役として舞台などに出演し、ダンスを始める。
  - 中学時代にブラックミュージックと出会い、ラップを始める。
  - KAZUKIとは高校の同級生。
  - 作曲やトラックメイカーとしてMADKIDの音楽面を支えている。
  - 永塚拓馬「Shooting star」、BOP「Resistance」など、外部のアーティストにも楽曲提供を行っている。

- SHIN（しん、1993年10月2日生まれ 、2017年2月1日加入）
  - ヴォーカル・ダンス。A型。宮崎県出身
  - 3歳からダンスを始め、数々のユニットを経てMADKIDに正式加入した。
  - 以前の活動中からYOU-TAとは親交があり、YOU-TAはMADKIDに誘い続けていた。
  - 加入と脱退を繰り返したMADKIDが5人体制から4人体制になった際に「SHINちゃんが入らなかったら、この4人でいい」と言われていた。[5]
  - 俳優として舞台、朗読劇にも多数出演。
  - 舞台『MARGINAL #4』BIG BANG STAGE　藍羽ルイ役
  - 『ヒプノシスマイク -Division Rap Battle-』Rule the Stage -Grateful Cypher-」按雲真日瑠役

## ディスコグラフィ

### インディーズ

#### デジタルシングル
|     | 発売日         | タイトル              | 規格    | レーベル         |
| --- | -------------- | --------------------- | ------- | ---------------- |
| 1st | 2014年12月8日  | i don't CARE "MADKID" | Digital | samuraim records |
| 2nd | 2015年6月26日  | HYPE                  | Digital | samuraim records |
| 3rd | 2015年8月14日  | ALL DAY ALL NIGHT     | Digital | samuraim records |
| 4th | 2015年11月19日 | CHANGE                | Digital | samuraim records |
| 5th | 2015年12月24日 | konayuki              | Digital | samuraim records |

#### シングル
|     | 発売日        | タイトル            | 規格 | 生産番号            |
| --- | ------------- | ------------------- | ---- | ------------------- |
| 1st | 2017年5月10日 | PARTY UP/Faded away | CD   | ZLCP-0329,ZLCP-0330 |

#### アルバム
|     | 発売日         | タイトル | 規格 | 生産番号                      |
| --- | -------------- | -------- | ---- | ----------------------------- |
| 1st | 2016年12月14日 | MADKID   | CD   | ZLCP-0314,ZLCP-0315,ZLCP-0316 |

### メジャー

#### シングル
|      | 発売日         | タイトル           | 規格 | 生産番号                |
| ---- | -------------- | ------------------ | ---- | ----------------------- |
| 1st  | 2018年1月31日  | Never going back   | CD   | COZA-1398-9, COCA-17397 |
| 2nd  | 2018年7月4日   | Summer Time        | CD   | COZA-1452-3, COCA-17468 |
| 3rd  | 2019年2月6日   | RISE               | CD   | COZA-1508-9, COCA-17558 |
| 4th  | 2020年8月5日   | 来・来・来         | CD   | CYMC-3, CYMC-2          |
| 5th  | 2021年7月7日   | Gold Medal         | CD   | COZA-1773, COCA-17885   |
| 6th  | 2022年5月18日  | Bring Back         | CD   | COZA-1906, COCA-18007   |
| 7th  | 2022年11月23日 | Change The World   | CD   | COZA-1956, COCA-18053   |
| 8th  | 2023年7月26日  | One Room Adventure | CD   | COZA-1998-9, COCA-18114 |
| 9th  | 2023年10月11日 | SIN                | CD   | COZA-2036-7, COCA-18149 |
| 10th | 2024年5月15日  | ふたつのことば     | CD   | COZA-2093-4, COCA-18207 |

#### デジタルシングル
|     | 発売日        | タイトル        | 規格    | 備考 |
| --- | ------------- | --------------- | ------- | ---- |
| 1st | 2018年11月7日 | GIANT KILLING   | Digital |      |
| 2nd | 2021年11月3日 | LINKAGE         | Digital |      |
| 3rd | 2022年2月9日  | Interstella Luv | Digital |      |
| 4th | 2023年1月19日 | Paranoid        | Digital |      |
| 5th | 2024年1月5日  | FLY             | Digital |      |

#### EP
|     | 発売日       | タイトル | 規格 | 生産番号              |
| --- | ------------ | -------- | ---- | --------------------- |
| 1st | 2021年2月3日 | REBOOT   | CD   | COZP-1706, COCP-41369 |

#### アルバム
|     | 発売日         | タイトル | 規格 | 生産番号                |
| --- | -------------- | -------- | ---- | ----------------------- |
| 1st | 2019年4月24日  | CIRCUS   | CD   | COZP-1539, COCP-40797   |
| 2nd | 2022年8月24日  | BOUNDARY | CD   | COZP-1936-7, COCP-41819 |
| 3rd | 2024年11月13日 | DROPOUT  | CD   | COZP-2132～3,COCP-42373 |

## タイアップ
| 起用年 | 曲名               | タイアップ                                                                                                 |
| ------ | ------------------ | --- |
| 2018年 | Never going back   | テレビ朝日系全国放送「Break Out」1月度 ENDING TRACK テレビ東京系「JAPAN COUNTDOWN」1月度エンディングテーマ |
| 2019年 | RISE               | テレビアニメ「盾の勇者の成り上がり」第1クールオープニングテーマ                                            |
| 2019年 | FAITH              | テレビアニメ「盾の勇者の成り上がり」第2クールオープニングテーマ                                            |
| 2020年 | Get up             | スマホアプリゲーム「ドラガリアロスト」イベントテーマ曲                                                     |
| 2022年 | Interstella Luv    | 日本テレビ系「バゲット」2月度エンディングテーマ                                                            |
| 2022年 | Bring Back         | テレビアニメ「盾の勇者の成り上がり Season 2」オープニングテーマ                                            |
| 2022年 | Fight It Out       | スロット「盾の勇者の成り上がり」イメージソング                                                             |
| 2022年 | Change The World   | テレビアニメ「勇者パーティーを追放されたビーストテイマー、最強種の猫耳少女と出会う」オープニングテーマ     |
| 2022年 | Last Climber       | スロット「盾の勇者の成り上がり」イメージソング                                                             |
| 2023年 | Paranoid           | Netflix配信アニメ「伊藤潤二『マニアック』」オープニングテーマ                                              |
| 2023年 | One Room Adventure | テレビアニメ「Lv1魔王とワンルーム勇者」オープニングテーマ                                                  |
| 2023年 | SIN                | テレビアニメ「盾の勇者の成り上がり Season 3」オープニングテーマ                                            |
| 2024年 | FLY                | テレビアニメ「佐々木とピーちゃん」オープニングテーマ                                                       |
| 2024年 | ふたつのことば     | テレビアニメ「ただいま、おかえり」オープニングテーマ                                                       |
| 2024年 | Chaser             | テレビアニメ「ハイガクラ」オープニングテーマ                                                               |

## ムービー
| タイトル | 内容 |
| 「i don't CARE "MADKID"（2014年12月13日公開）」 「Light up（2015年3月13日公開）」 「HYPE（2015年6月22日公開）」 「CHANGE（2015年12月8日公開）」 「konayuki（2015年12月23日公開）」 「Going around（2016年11月18日公開）」 「Stay with me（2016年11月25日公開）」 「This love（2016年11月25日公開）」 「PARTY UP（2017年5月9日公開）」 「Faded away（2017年5月9日公開）」 「Never going back (2017年12月22日公開)」 「Stuck on U (2018年1月1日公開)」 「Summer Time (2018年5月23日公開)」 「GIANT KILLING (2018年11月7日公開)」 「RISE (2019年1月10日公開)」 「FAITH (2019年4月3日公開)」 「来・来・来 (2020年3月2日公開)」 「Get up (2020年4月3日公開)」 「Vernal Breeze (2020年5月4日公開)」 「REBOOT (2020年12月26日公開)」 「Gold Medal (2021年6月15日公開)」 「LINKAGE (2021年11月8日公開)」 「Interstella Luv (2022年2月9日公開)」 「Bring Back (2022年4月13日公開)」 「Fight It Out(2022年8月3日公開)」 | 1st Single Lyric Video 2nd Single 4th Single 5th Single 1st ALBUM 6th Single MAJOR 1st Single MAJOR 2nd Single Lyric Video MAJOR 3rd Single MAJOR 1st ALBUM MAJOR 4th Single MAJOR 1st EP MAJOR 5th Single LIVE Video Lyric Video MAJOR 6th Single MAJOR 2nd ALBUM |

## 主なライブ

### 出演ライブ・イベント
- 2016年12月15日 - MADKID 1st One man live "Get Started"
- 2017年4月29日 - MADKID 2nd ONEMAN LIVE
- 2017年7月25日 - ミンナアリガトウ-夏休みSP-
- 2017年7月28日 - EXTRA FLIGHT
- 2017年7月29日 - うしくかっぱ祭り
- 2017年8月4日 - Honey Trap
- 2017年8月7日 - HeartJack~MADKID×SELLOUT1MANLIVE一ヶ月前Special~
- 2017年8月13日 - Yoh!FES.2017-GEKI AGE⭐︎SUMMER
- 2017年8月14日 - Fantasista! 特別編 -Summer Fes-
- 2017年8月17日 - 維新宣言〜2017 Summer Edition〜
- 2017年8月18日 - 2nd HoneyVersary
- 2017年8月20日 - TOKYO RED 〜3rdワンマンライブ記念イベント〜
- 2017年8月23日 - SELL Fes vol.4 SELLOUT2周年祭
- 2017年8月26日 - 蘇我花火大会 in POPCORN
- 2017年8月28日 - Fantasista! vol.12 -Facemelt-
- 2017年8月30日 - You Got Me Good
- 2017年9月18日 - VUENOS SWISH
- 2017年9月22日 - MADKID 3rd ワンマンライブ 「NO LIMIT2」
- 2017年9月28日 - ミニコレIKE-MEN SOUSAKAN
- 2017年10月8日 - VUENOS 19th Anniversary “LIGHTEN”
- 2017年10月9日 - VUENOS 19th Anniversary “SWISH”
- 2017年10月20日 - SELL Fes Vol.5
- 2017年10月29日 - Good Looking On Fes
- 2017年11月5日 - VUENOS SWISH
- 2017年11月10日 - 八幡 璃玖 2nd one man live
- 2017年11月14日 - INFLUENCE OF YOUNG PEOPLE
- 2017年12月2日 - MADKID presents SPECIAL LIVE ‘MAJOR DREAM’
- 2017年12月2日 - MADKID SOLO SPECIAL LIVE ‘MAJOR DREAM’
- 2017年12月7日 - ミニコレIKE-MENS SOUSAKAN the FINAL
- 2017年12月8日 - SELL Fes Vol.7
- 2017年12月11日 - Fantasista! vol.19 -Dec-
- 2017年12月20日 - MADKID インディーズ最初で最後のアコースティック X’mas Live
- 2017年12月22日 - MADKID Premium Convention LIVE
- 2017年12月23日 - VUENOS SWISH
- 2017年12月24日 - AEON GRAND FES -X’mas Eve-
- 2017年12月27日 - You Got Me Good～忘年会スペシャル~
- 2018年1月24日 - ランブリングゴールドラッシュ 渋谷duo MUSIC EXCHANGE
- 2018年1月25日 - BEAUTIFUL TIME vol.3 会場：SELENE b2
- 2018年2月5日 - Heart Jack 〜MADKID SHIN 1周年Special〜
- 2018年2月18日 - VUENOS SWISH
- 2018年2月19日 - Vex vol.6
- 2018年2月21日 - Special Honeyversary
- 2018年2月25日 - Club INSPIRE
- 2018年2月27日 - SELL Fes vol.9
- 2018年3月13日 - だんぜん!!NEXT in Sunshine City
- 2019年5月29日 - MADKID LIVE TOUR 2019 'Circus' at 恵比寿LIQUIDROOM
- 2019年8月30日〜9月1日 - CrunchyRoll EXPO 2019
- 2020年12月25日 - MADKID ONE MAN CONCERT -REBOOT- at AKABANE ReNY
- 2021年5月14日 - MADKID ONE MAN LIVE -GRAB THE LEAD- at SHINJUKU BLAZE
- 2021年11月7日 - MADKID LIVE TOUR 2021 -LINKAGE- at SHINJUKU ReNY
- 2022年6月4日 - MADKID ONE MAN LIVE -Bring Back- at SHINJUKU ReNY
- 2022年8月7日〜8月8日 - CrunchyRoll EXPO 2022
- 2022年8月27日 - Animelo Summer Live 2022 -Sparkle-
- 2022年9月18日 - ナガノアニエラフェスタ20~22
- 2023年8月26日 - Animelo Summer Live 2023 -AXEL-
- 2023年11月18日 - ANIMAX MUSIX 2023
- 2024年9月1日 - Animelo Summer Live 2023 -Stargazer-

SHIN(シークレットゲストとして出演)
マイナーピース / ZAQ
TVアニメ『ようこそ実力至上主義の教室へ 3rd Season』オープニングテーマ
※振付、ダンサーとして出演
- 2024年11月24日 - ANIMAX MUSIX 2024

## メディア出演

### ラジオ
- 石谷春貴とSHIN（MADKID）の宮崎いっちゃが!!（2022年4月1日 - 2022年6月24日、超!A&G+）[6] - SHINのみ
- MADKIDのTHE CATCH（2023年10月2日 - 2024年3月25日、超!A&G+）